# Apple Partition Map
Apple Partition Map簡稱APM是一種定義低階磁碟格式上的資料的架構，用於Motorola 68000/PowerPC Macintosh電腦。APM在Macintosh II被引入。使用APM磁碟架構的硬碟，會被切分成邏輯區塊，每個邏輯區塊有512bytes。區塊中的第一塊，包含蘋果特有的資料結構(Driver Descriptor Map)，讓Macintosh Toolbox ROM在電腦讀入MFS或者是HFS之前先讀入更新檔進行更新。因為APM要允許32位元值的邏輯區塊，因此APM硬碟格式過去大小限制在2TiB。
APM所有的空間都有對應到磁碟中，包含map與未使用的空間。(MBR只有對應有使用的空間。)這意味著磁碟中所有的邏輯區塊都有所屬的分區。
有些複合型磁碟同時使用 ISO 9660 primary volume descriptor與APM兩種磁碟架構，能夠讓磁碟在不同作業系統的電腦底下運作。
Apple於Intel Mac中，使用GPT代替APM。